# 세율
세율(稅率)은 세액을 산정함에 있어서 과세 표준의 비율을 가리킨다. 세율은 과세 요건의 하나로 과세 표준과 함께 세액을 결정하는 요건이다. 세율은 과세 물권을 금액 · 수량으로 표현한 과세 요건과 결합하여 과세 요건의 금액적 측면을 형성한다.

## 같이 보기
- 누진세